# Nemophila heterophylla
Nemophila heterophylla är en strävbladig växtart som beskrevs av Fisch. och Mey. Nemophila heterophylla ingår i släktet kärleksblomstersläktet, och familjen strävbladiga växter. Inga underarter finns listade i Catalogue of Life.

## Bildgalleri

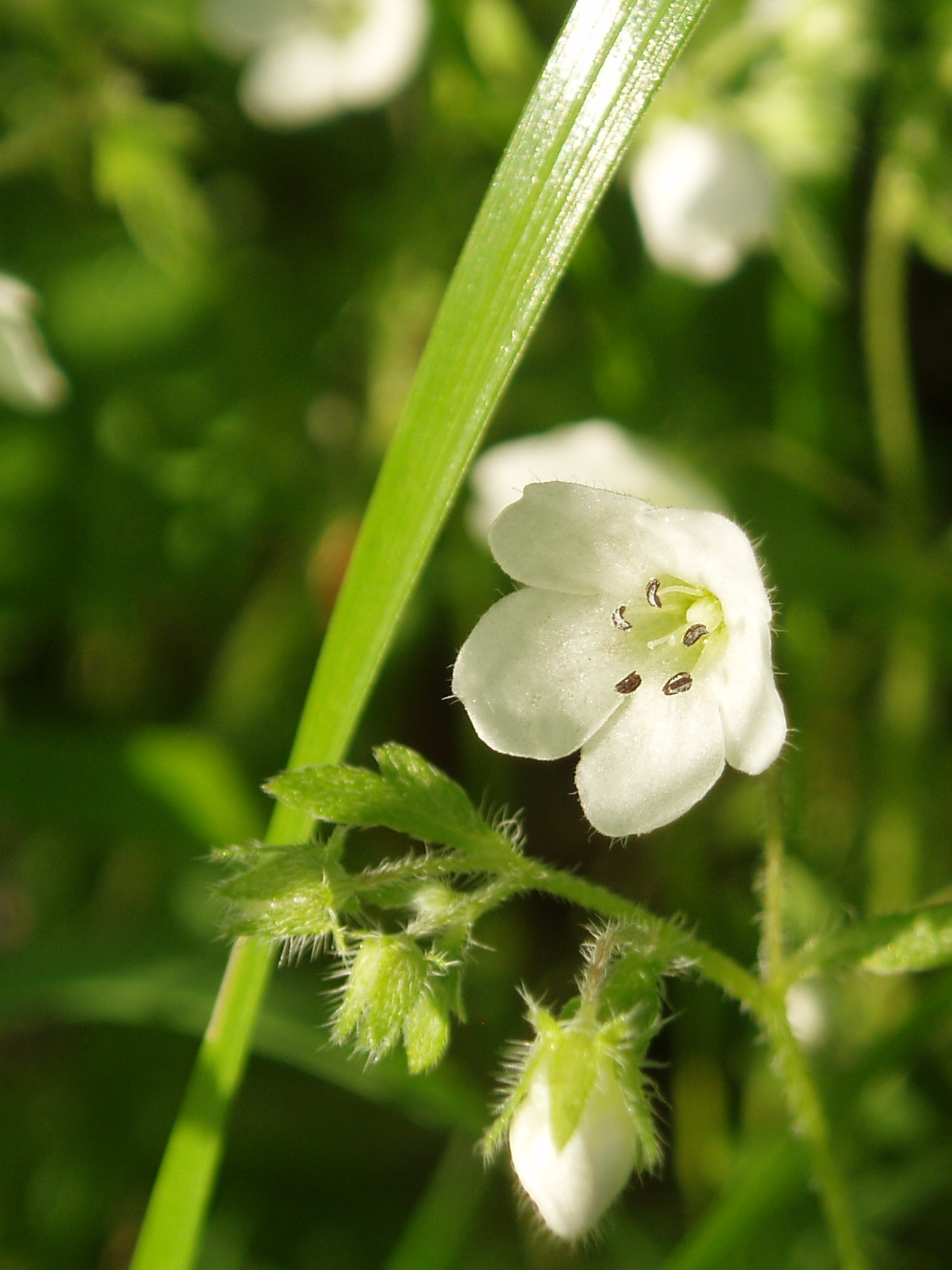